# Kulturnyheterna
Kulturnyheterna är ett TV-program som sänds på vardagar i Sveriges Television. Programmet är ett slags TV-version av dagstidningarnas kultursidor som behandlar nyheter från den kulturella världen.
Programmet skiljer sig påtagligt i bland annat utformning från andra nyhetsprogram genom ett mer genomarbetat formspråk och bildarbete. Det sänds på kvällarna.

## Programledare
- Malin Jacobson Båth
- Kristofer Lundström
- Hannes Fossbo
- Ika Johannesson
- Alexander Letic
- Rebecca Haimi

### Tidigare programledare
- Johar Bendjelloul
- Karin Winther
- Karin Magnusson
- Anders Jansson
- Petra Markgren Wangler
- Per Sinding-Larsen
- Tara Moshizi[1]

## Kritiker
- Fredrik Sahlin, film
- Per Sinding-Larsen, musik
- Camilla Lundberg, opera
- Anna Hedelius, teater
- Ingrid Elam, litteratur
- Ulrika Milles, litteratur
- Ingela Lind, konst
- Dennis Dahlqvist, konst

## Redaktörer
- Anders Jansson
- Ira Mallik
- Per E Andersson

## Utmärkelser
Programmet vann priset Årets aktualitetsprogram 2007 i programmet Kristallen.